# Maria Rodríguez Juárez
Maria Rodríguez Juárez (Alía, Càceres, Extremadura, 1920) va formar part d'un escamot guerriller antifranquista al nord de la província de Càceres, prop de la Serra d'Altamira a l'acabar la Guerra Civil espanyola. Va ser feta presonera per una delació i va anar a diverses presons fins a ser excarcerada. Aleshores va anar a Barcelona residint finalment a L'Hospitalet de Llobregat. Va néixer en una família de jornalers sense terres que era coneguda amb el sobrenom de Goyerias els quals eren partidaris del govern republicà.

## Biografia
Als anys 1939 i 1940, a la postguerra, Rodriguez portaba queviures al seu germà Aurelio que feia de pastor. Un grup de 9 guerrillers republicans provinents de l'exèrcit derrotat varen entrar en contacte amb els tres germans i els varen demanar suport, que Maria Rodríguez els va donar juntament amb la seva germana. Aquest grup guerriller el comanava en Joaquim Ventas Cita, conegut amb el sobrenom "Chaquetalarga" i també "Carrillo". Chaquetalarga havia estat oficial de l'exèrcit republicà i va estar empresonat a Herrera del Duque i condemnat a mort però va poder evadir-se i fugir. L'any 1943 Rodríguez va començar a donar suport logístic amb la seva germana Paula i el seu germà proporcionant aliments i altres materials al grup guerriller fins que una familiar els va delatar i varen haver de fugir incorporant-se al grup de Chaquetalarga amb qui Maria Rodríguez hi tenia vinculació política i sentimental.
El grup de guerrillers al qual Maria Rodríguez va integrar-se obtenien mitjans de subsistència amb donacions, robatoris i segrestos amb pagament de rescat. Un segrest el va rebre un propietari d'una finca a Retuerta de Bullaque (província de Ciudad Real), el qual l'escamot on militava Maria Rodríguez va retenir fins que els seus familiars varen pagar les 25.000 pessetes (150,25 € al canvi de l'any 2002) del rescat. Però la Guàrdia Civil sovint interceptava els talons de pagament, i també tenien enfrontaments armats amb l'escamot. Entre les accions en què l'escamot on era Maria i Paula Rodríguez a Guadarraque, a prop d'Alia, Maria va intervenir disparant la seva arma per impedir ser capturada.
Al final de l'any 1946 la situació de les diferents partides de maquis a la serra era dramàtica. Quincoces, cap d'una Divisió, membre de l'escamot on era Maria Rodríguez, va ser mort en un enfrontament amb la Guàrdia Civil provocat per una delació. Quincoces es deia Jesús Gómez i havia estat batlle a l'ajuntament d'un poble.
Veient que les possibilitats d'èxit en enfrontaments armats i que la situació política a Europa no augurava cap ajuda, Chaquetalarga va decidir abandonar les germanes i fugir a França sense avisar-les. Maria Rodríguez i la seva germana varen haver de tornar a un poble a cercar feina com serventes. L'any 1948 Maria va ser denunciada i detinguda amb la seva germana a la població d'Agudo, on treballaven, i interrogades brutalment per indagar on era Chaquetalarga, lo qual no sabien. Varen ser enviades a un penal a Ciudad Real i posteriorment a un de Madrid on varen sofrir un consell de guerra on Maria va ser condemnada a 14 anys de presó i traslladada a un penal de Màlaga. La seva germana Paula va ser condemnada a 16 anys de presó.
Quan va ser excarcerada Maria va pensar d'anar a reunir-se amb Joaquim Ventas, que era exiliat a França, anant primerament a Barcelona. Com que la Guàrdia Civil la tenia en vigilància sense poder sortir d'Espanya va haver de desistir i va romandre a Catalunya on va formar una família a L'Hospitalet, al barri del Gornal.